# 양런서우
양런서우(중국어 정체자: 楊仁壽, 병음: Yáng Rénshòu, 1942년 2월 17일 ~ )는 중화민국의 법학가이자 전 사법원의 판사 겸 대법원장이다.